# A Killer's Confession
Gli A Killer's Confession sono un gruppo musicale alternative metal proveniente da Cleveland, fondato nel 2016 dal cantante Waylon Reavis.

## Storia
Il primo annuncio della nascita del gruppo venne dato nel settembre del 2016, e si concretizzò nel novembre dello stesso anno. 
Nel dicembre 2016 la band suonò nel suo primo concerto, insieme ai Dead by Wednesday, a Cleveland. Nel 2017 incisero il loro primo album per l'etichetta EMP Label Group, prodotti da Mark Menghi.
Nel 2019 il gruppo ha pubblicato il secondo album intitolato The Indifference of Good Men.

## Formazione

### Attuale
- Waylon Reavis - voce (2016-presente)
- Jp Cross - basso (2018-presente)
- Shawn Iannazzo  - chitarra (2016-presente)
- Morgan Bauer - batteria (2008-presente)

### Ex membri
- Paul Elliot – chitarra (2016–2017)
- Jon Dale – batteria (2016–2018)
- Matthew Trumpy – chitarra (2016–2018)
- Rocky Sobon – chitarra (2018)
- Matthew Tarach – chitarra (2018)
- Mark Alexander – chitarra (2018-2019)
- Thomas Church – chitarra (2019–2021)

## Discografia
- 2017 - Unbroken
- 2019 - The Indifference of Good Man
- 2021 - Remembre